# Schluchtwald und Kalktuff-Quellfluren nordöstlich Klaffmühle

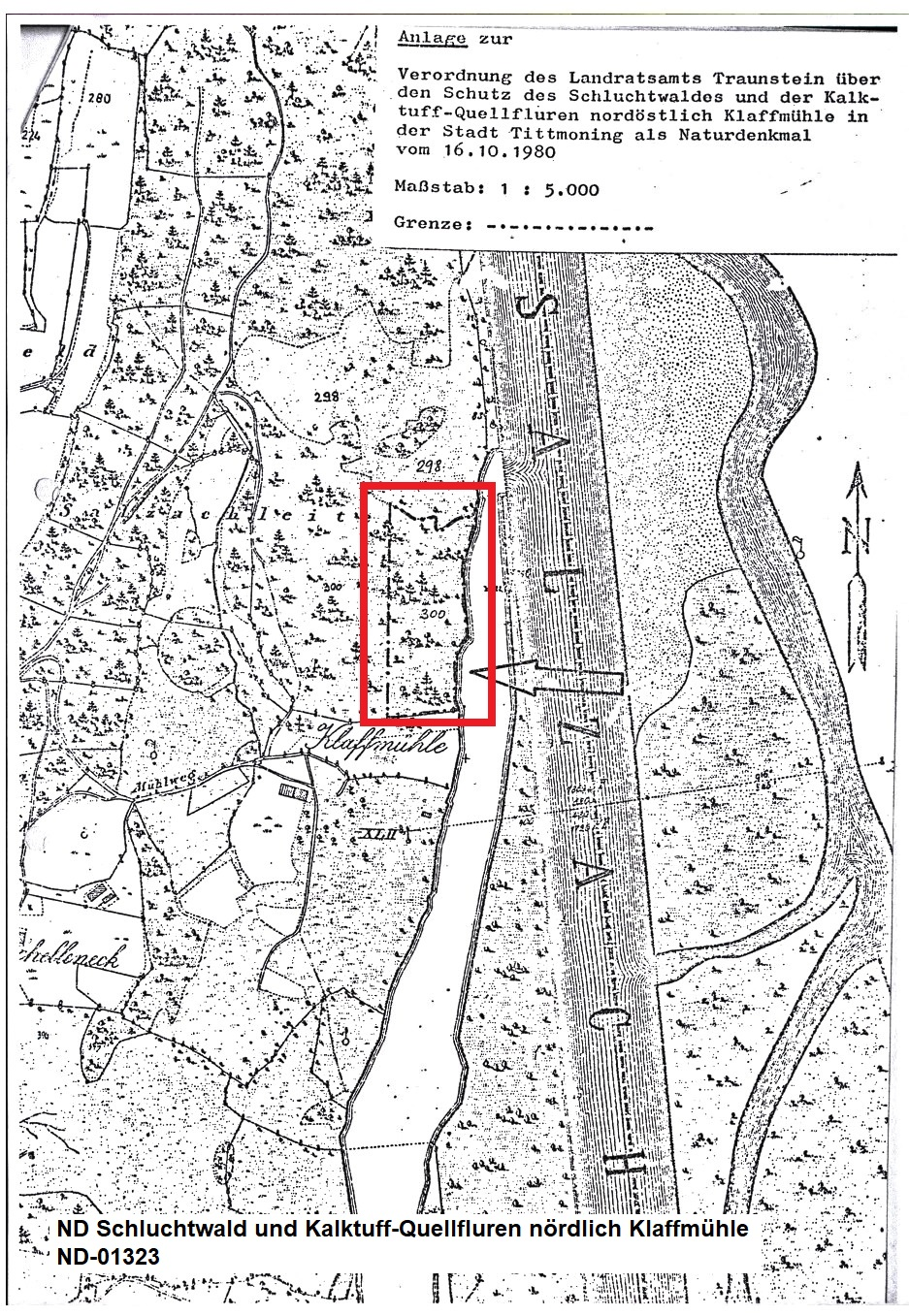
Lageplan Amtsblatt

Der Schluchtwald und die Kalktuff-Quellfluren nordöstlich Klaffmühle in der Gemeinde Tittmoning sind ein 1,91 ha großes flächenhaftes Naturdenkmal im Landkreis Traunstein.
Sie erhielten im Oktober 1980 durch Verordnung des Landratsamtes Traunstein den Schutzstatus und wird vom Bayerischen Landesamt für Umwelt unter der Nummer ND-01323 gelistet.

## Schutzzweck
Der Schluchtwald und die Kalktuff-Quellfluren sind als flächenhaftes Naturdenkmal zu schützen, da es sich hier qualitativ um einen hochwertigen Lebensraum handelt und seine Erhaltung wegen seiner hervorragenden Eigenart und Seltenheit, seiner ökologischen, wissenschaftlichen, floristischen und faunistischen Bedeutung im öffentlichen Interesse liegt.